# Dwingeloo 1
Dwingeloo 1 — спиральная галактика с перемычкой, находящаяся на расстоянии около 10 миллионов световых лет от Солнца в созвездии Кассиопеи. Галактика находится в зоне избегания, свет от данной галактики испытывает сильную экстинкцию при прохождении через Млечный Путь. По размеру и массе галактика Dwingeloo 1 сопоставима с галактикой Треугольника.
У Dwingeloo 1 есть два спутника: Dwingeloo 2 и MB 3. Эти галактики вместе с Dwingeloo 1 принадлежат группе галактик IC 342/Maffei.

## Открытие
Галактика Dwingeloo 1 была открыта в 1994 году в рамках обзора DOGS (англ. Dwingeloo Obscured Galaxy Survey), в котором осуществлялся поиск радиоизлучения с длиной волны 21 см (радиолиния нейтрального водорода) в области зоны избегания. В данной области пыль и газ на луче зрения в диске Млечного Пути поглощают и рассеивают свет от галактик.
Однако впервые галактика была отмечена как неопределённый объект на фотопластинках Паломарского обзора неба ранее в том же году. Также эта галактика была независимо открыта спустя несколько недель другой группой астрономов, работавших на Эффельсбергском радиотелескопе.
После открытия галактика Dwingeloo 1 была классифицирована как спиральная галактика с перемычкой. Расстояние до галактики составляет около 3 Мпк. По размеру и массе галактика Dwingeloo 1 сопоставима с галактикой Треугольника.
Dwingeloo 1 получила название по имени 25-метрового радиотелескопа в Нидерландах, который участвовал в проекте DOGS и на котором наблюдалась данная галактика.

## Расстояние и принадлежность группе галактик
Излучение Dwingeloo 1 испытывает сильное поглощение, что затрудняет определение расстояния до галактики. Первая оценка расстояния, полученная спустя малое время после открытия и основанная на соотношении Талли — Фишера, была равна 3 Мпк. Позднее данное значение было повышено до 3,5-4 Мпк.
В 1999 году была получена другая оценка расстояния, превышающая 5 Мпк. Она была основана на инфракрасной зависимости Талли — Фишера. По состоянию на 2011 год расстояние до Dwingeloo 1 считается равным примерно 3 Мпк на основе вероятной принадлежности галактики к группе галактик IC 342/Maffei.
Dwingeloo 1 имеет две галактики-спутника. Dwingeloo 2 является неправильной галактикой, MB 3 является карликовой сфероидальной галактикой.

## Свойства
Будучи спиральной галактикой с перемычкой, Dwingeloo 1 имеет центральный бар и два различимых спиральных рукава, начинающихся у концов бара почти под прямым углом, рукава закручены против часовой стрелки. Угловая протяжённость рукавов составляет до 180°. Диск галактики наклонён на угол около 50° по отношению к наблюдателю. Dwingeloo 1 удаляется от Млечного Пути со скоростью около 256 км/с.
Видимый радиус галактики составляет 4,2', что на расстоянии 3 Мпк соответствует линейному радиусу 4 кпк. Следы нейтрального водорода зарегистрированы на расстоянии до 6 кпк (7,5') от центра. Полная масса галактики внутри такого радиуса равна 31 миллиарду масс Солнца. Полная масса галактики в 4 раза меньше массы Млечного Пути.
Распределение нейтрального водорода в галактике типично для спиральных галактик с перемычкой: относительно плоское с минимумом в центре или вдоль бара. Полная масса нейтрального водорода оценивается в 370—450 миллионов масс Солнца. Галактика Dwingeloo 1 бедна молекулярным газом. Полная масса молекулярного водорода не превосходит 10 % массы нейтрального водорода. При оптических наблюдениях обнаружено около 15 областей HII, в основном расположенных вдоль спиральных рукавов.